# Richwiller
Richwiller je občina v departmaju Haut-Rhin francoske regije Alzacija.
Leta 1990 je v občini živelo 3 150 oseb oz. 568 oseb/km².